# CIAC
La Corporación de la Industria Aeronáutica Colombiana S.A. o CIAC es una empresa cuyo mayor accionista es la República de Colombia. Esta compañía se dedica a la reparación y mantenimiento de aeronaves para la Fuerza Aérea Colombiana y la producción de aviones militares. Dentro de sus productos se destacan el T-90 Calima, primer avión militar fabricado en Colombia, y ciertos componentes para el Embraer KC-390. Contando con su propio patrimonio, la CIAC es una entidad autónoma domiciliada en Bogotá.

## Historia
La CIAC fue fundada mediante Decreto Legislativo 1064 del 9 de mayo de 1956 con el propósito principal de operar centros de reparación, mantenimiento y servicios de aviones. Esta entidad autónoma, fue vinculada al Ministerio de Defensa de Colombia en 1966. En 1971, la CIAC fue denominada como una sociedad de Economía Mixta bajo el régimen de Empresa Industrial y comercial del Estado. 
El 28 de junio de 2006 se sumó al Convenio interadministrativo de asociación (PEGASO), entre el Ministerio de Defensa de Colombia, FAC, Talleres Industriales del Comando Aéreo de Mantenimiento (CAMAN), y la CIAC. PEGASO tiene como propósitos optimizar la gestión de la aviación en el sector defensa, ampliar la capacidad actual de reparación de componentes e impulsar el desarrollo de la industria aeronáutica Colombiana. 
En el 2008 se crearon convenios de ciencia y tecnología, junto con Indumil, para desarrollar materiales compuestos y vehículo aéreo no tripulados o UAV por sus siglas en inglés.
El 29 de marzo de 2009, la CIAC firmó el Convenio de Alianza Estratégica con la Unión Temporal Avión de Entrenamiento Lancair, conformado por las compañías Lancair International Inc. y Sudair Corp., para la implementación de una planta de aviones, fabricación y ensamblaje de 25 aviones T-90 Calima basados en el Legacy FG para la Fuerza Aérea Colombiana.
Actualmente en 2013 se encuentra realizando la modernización de la flota de Tucanos T-27 de la Fuerza Aérea Colombiana, cambiando sus instrumentos análogos por pantallas digitales, e instalando nuevos planos y trenes de aterrizaje.